# Кожановский сельсовет
Кожановский сельсовет — муниципальное образование (сельское поселение) в Балахтинском районе Красноярского края России.
Административный центр и единственный населённый пункт — село Кожаны.

## География
Кожановский сельсовет находится в западной части Балахтинского района.

## История
Кожановский сельсовет наделён статусом сельского поселения в 2005 году.

## Демография
| 2010  | 2012  | 2013  | 2014  | 2015  | 2016  | 2017  |
| ----- | ----- | ----- | ----- | ----- | ----- | ----- |
| 1458  | ↘1417 | ↘1390 | ↘1356 | ↘1331 | ↘1296 | ↘1282 |
| 2018  | 2019  | 2020  | 2021  |       |       |       |
| ↘1248 | ↘1226 | ↘1223 | ↘1213 |       |       |       |

Гендерный состав
По данным переписи 2010 года, в поселении проживало 1458 человек (636 мужчин и 822 женщины).

## Состав сельского поселения
В состав сельского поселения входит один населённый пункт — село Кожаны.